# Fate (magazine)
 (juin 2017).
Si vous disposez d'ouvrages ou d'articles de référence ou si vous connaissez des sites web de qualité traitant du thème abordé ici, merci de compléter l'article en donnant les références utiles à sa vérifiabilité et en les liant à la section « Notes et références ».
Pour les articles homonymes, voir Fate.
Fate est un magazine en langue anglaise, publié aux États-Unis, consacré aux phénomènes paranormaux. Il a été fondé en 1948 par Raymond A. Palmer (éditeur de Amazing Stories) et Curtis Fuller. En janvier 2010, Fate a lancé un nouveau site internet comprenant des nouvelles, des articles, et des blogues rédigés par des experts et des chercheurs en paranormal.

## Ligne éditoriale
Promu premier magazine au monde consacré au paranormal[réf. nécessaire], il a publié des avis d'experts et des expériences personnelles liées aux OVNIs, à la Parapsychologie aux capacités psi, aux fantômes, aux cas de possessions, à la cryptozoologie, les médecines alternatives, la divination, la vie après la mort, les rêves prémonitoires, la télépathie, l'archéologie, et d'autres sujets en rapport.
Bien que Fate soit destiné à un public populaire et tende à mettre l'accent sur des anecdotes personnelles, l'écrivain américain Jerome Clark dit que le magazine contient une quantité importante de recherches sérieuses et d'enquêtes, ainsi que la démystification de faits douteux.

## Historique
Fondée en 1948 par Clark Publishing Company, la première édition de Fate en kiosques paraît au printemps. Cofondée par Ray Palmer, éditeur de Amazing Stories, et Curtis Fuller, un éditeur accompli, la première édition du magazine contient un article de Kenneth Arnold qui raconte sa rencontre avec un OVNI en 1947. Arnold a marqué le début de l'ère moderne des OVNI, et son histoire a lancé la jeune magazine Fate pour lui donner une reconnaissance nationale.
Curtis Fuller et son épouse Mary ont pris le contrôle intégral du magazine en 1955, quand Palmer a vendu sa participation dans l'entreprise. Ils élargissent la diffusion de la revue, et l'augmentation du lectorat se monte à plus de 100 000 abonnés.
Fate est vendu à Llewellyn Publications en 1988. Dans sa chronique d'adieu, Curtis Fuller écrit : « Notre but à travers cette longue période a été d'explorer et de rendre compte honnêtement des faits les plus étranges de ce monde étrange et ceux qui ne rentrent pas dans les croyances générales ».
Fate a subi un lifting en 1994, lorsque Llewellyn a décidé de le changer de taille, et de le passer en couleur. Le magazine a fêté son 50e anniversaire de publication en 1998. Lorsqu'on lui a demandé de commenter la façon dont une revue comme Fate a survécu cinq décennies, Carl Llewellyn Weschcke a dit : « Aucun produit, notamment un magazine, ne peut rester cinquante ans à moins qu'il réponde à un besoin. FATE reconnaît que l'impossible peut devenir possible, nous explorons l'inconnu afin qu'il puisse être connu. »
Septembre 2001 a marqué le début d'une ère nouvelle pour le magazine, lorsqu'il est acheté par Phyllis Galde, rédacteur en chef. Galde continue les rapports des événements inhabituels et la participation active du lecteur dans l'élaboration du contenu du magazine.
Mai 2003 a marqué un retour au petit format. Fate propose un format bimensuel à partir de ses numéros de juillet/août 2008.